# Podallea tansanica
Podallea tansanica är en insektsart som beskrevs av U. Aspöck och H. Aspöck 1996. Podallea tansanica ingår i släktet Podallea och familjen Berothidae. Inga underarter finns listade i Catalogue of Life.